# Age of Empires
Age of Empires (в превод: Епоха на империите) е компютърна игра, стратегия в реално време. Играта издадена на 26 октомври 1997 година в САЩ и през 2005 година в Русия.

## Циливизации
В играта има шестнадесет различни цивилизации, всяка със свой собствен индивидуален набор от функции и технологии. Всички цивилизации са разделени в пет различни архитектурни стилове, които променят външния си вид.
| Азия                  | Вавилон                   | Египет                    | Гърция                       | Рим                                    |
| - Чосон - Шан - Ямато | - Вавилон - Хети - Персия | - Асирия - Египет - Шумер | - Гърция - Минойци - Финикия | - Рим - Картаген - Палмира - Македония |